# Ordine della Fenice (Tonga)
L'Ordine della Fenice è un ordine cavalleresco del regno di Tonga.

## Storia
L'Ordine è stato fondato il 1º agosto 2010 dal re George Tupou V.

## Classi
L'Ordine dispone dell'unica classe di Gran Croce che dà diritto al post nominale G.C.O.P.

## Insegne
- Il nastro è arancione.